# Jajce (kasárna)

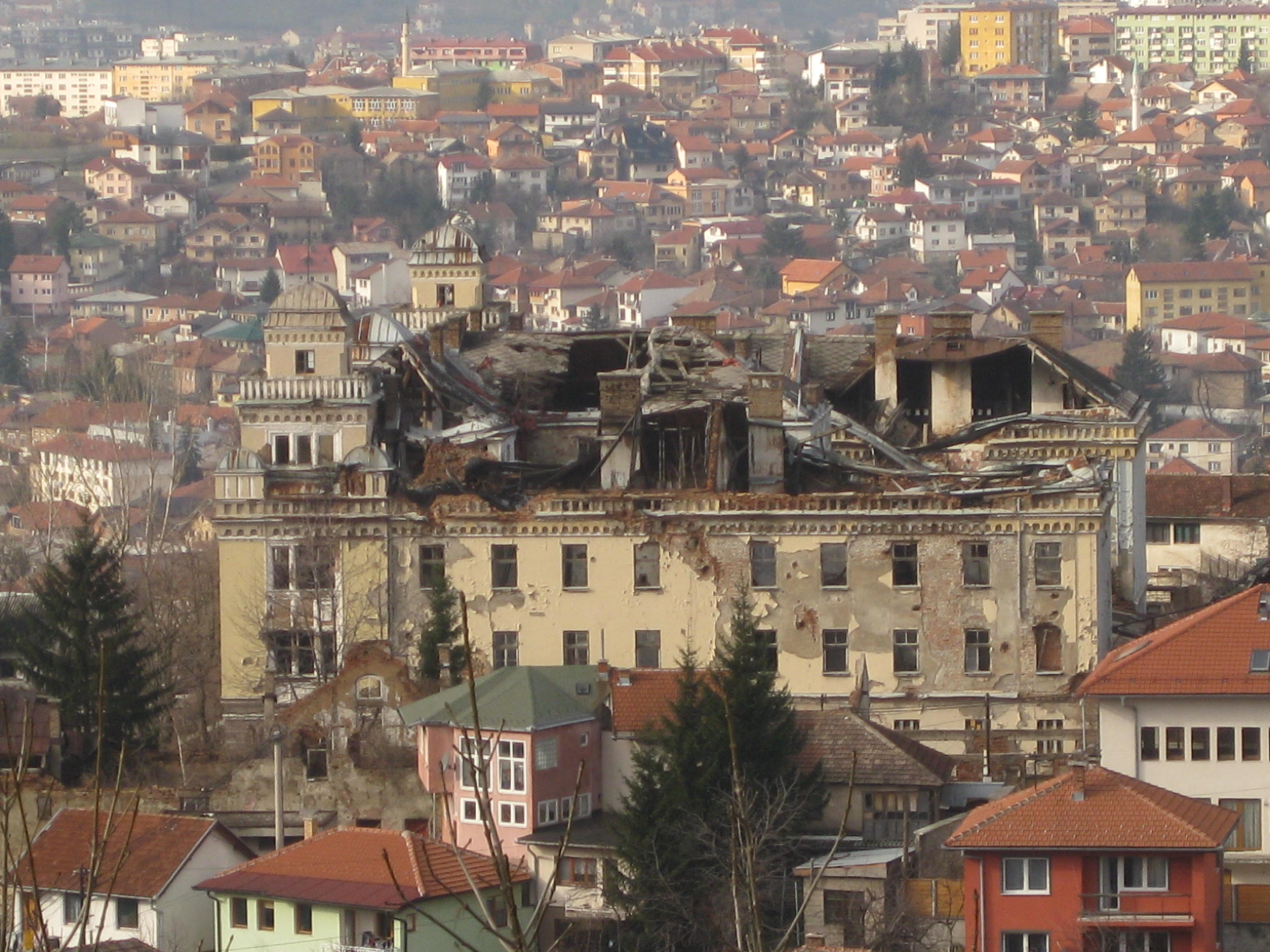
Zničená budova v roce 2010

Jajce je název pro bývalá kasárna, která se nachází na východním okraji Sarajeva (v místní části Vratnik), v Bosně a Hercegovině. Přesněji jsou situována v prostoru mezi bývalými opevněními Bijela tabija a Žuta tabija. Jsou evidována jako kulturní památka.
Kasárna mají celkem tři křídla, která jsou propojená hlavním průčelím. Jejich půdorys tak tvoří písmeno E. Dlouhá jsou 56 m a široká 38,85 metrů. Všechna křídla se táhnou ve směru východ-západ. Jižní je nejdelší, menší je střední a severní.

## Historie
Kasárna byla zbudována v roce 1914 pro potřeby rakousko-uherské armády. Nesla původně název podle Evžena Savojského, který na konci 17. století dobyl a vyplenil Sarajevo. Současný název budova získala podle vojenské nemocnice, která se do budovy přesídlila ještě v průběhu první světové války. Budova kasáren patří mezi jedny z dominantních objektů v historickém centru města; nachází se však ve vyšších polohách a je těžce přístupná. 
Do roku 1990 sídlila v budově Jugoslávská lidová armáda. Ta ji opustila; poté byl objekt ničen během několikaletého obléhání. Podle Daytonské dohody však není možné objekty, nacházející se méně než 800 m od hranice mezi oběma entitami Bosny a Hercegoviny využívat k vojenským účelům. Objekt je sice ve vlastnictví Ministerstva obrany Federace Bosny a Hercegoviny, to jej však označilo za nerentabilní majetek a přestalo jej jakkoliv využívat.
Vzhledem ke svému špatnému stavu (vnitřek budovy je zničen a fasáda je těžce poničena) existovaly od skončení války různé představy na využití budovy, ať už jako muzea, nebo hotelu. Žádná z nich však nebyla do druhé dekády 21. století realizována. V roce 2019 se z ruiny původní budovy zřítil do sousední ulice komín.